# Conclave de 1823
O Conclave de 1823 foi convocado após a morte do Papa Pio VII em 20 de agosto de 1823. O conclave começou em 2 de setembro e terminou 26 dias depois com a eleição do cardeal Annibale Sermattei della Genga, que se tornou o Papa Leão XII.
Pio VII, eleito em 1800, reinou como papa pelo que foi considerado um pontificado muito longo. Durante seu reinado como Papa, a Igreja Católica enfrentou, na Revolução Francesa e suas consequências, um severo ataque ao seu poder e legitimidade. O próprio Pio havia sido prisioneiro de Napoleão Bonaparte na França por seis anos.

## Descrição

Brasão papal de Leão XII

Brasão do Camerlengo no Conclave de 1823

Durante o papado de Pio VII, os cardeais tendiam a se dividir em dois grupos, os zelanti e os politicani. Os zelanti eram mais radicalmente reacionários que os politicanos e queriam uma Igreja altamente centralizada e veemente oposição às reformas secularizadoras que resultaram na França. Os políticos, embora anti-liberais, eram muito mais moderados e favoreciam uma abordagem conciliatória para lidar com os problemas que novas ideologias e a incipiente Revolução Industrial estavam criando. O líder desta facção era o Cardeal Secretário de Estado de Pio VII, Ercole Consalvi, mas o zelanti Queria um pontífice muito menos moderado e eles se empenharam nessa tarefa desde a morte de Pio VII.
A extensão do papado de Pio VII teve uma influência significativa por causa dos quarenta e nove eleitores que participaram do conclave, apenas Giulio Maria della Somaglia e Fabrizio Ruffo já eram cardeais quando Pio VII foi eleito em 1800. Quarenta e sete dos quarenta e nove eleitores não tinham experiência em eleger um papa.
Muitos cardeais foram considerados no início do conclave como possíveis sucessores de Pio VII. Antonio Gabriele Severoli foi visto pela primeira vez como o mais provável papabile, mas o veto de Francisco I, Imperador da Áustria, o descartou quando ele parecia ter uma chance razoável.
Francesco Saverio Castiglioni emergiu como o candidato mais provável. O papa falecido Pio VII havia, de fato, aparentemente endossado Castiglioni por se referir a ele como Pio VIII e, de fato, o candidato que foi finalmente eleito previu durante o conclave que Castiglioni um dia reinaria sob esse nome (como ele sucedendo ao Leão eleito em 1829). Castiglioni perdeu apoio no conclave de 1823, quando os cardeais zelanti perceberam que ele estava muito perto de Consalvi.
Após o declínio do apoio de Castigioni neste conclave, o experiente cardeal della Somaglia teve sua vez como possível candidato, mas, para alguns, o mero fato de ter assinado suas cartas "Cidadão Somaglia" durante a ocupação dos Estados Papais por Napoleão I da França o descartou.
Foi só então que o eventual vencedor, Vigário de Roma Annibale della Genga, que estava sendo promovido pelos zelanti , começou a reunir apoio. Embora seu olhar alto e ascético e sua reputação reacionária não fossem uma atração para o politicani, o fato de ele estar aparentemente à porta da morte parecia uma atração para aqueles cardeais que agora estavam desesperados por uma resolução do conclave. Como resultado, della Genga foi eleita em 28 de setembro e recebeu o nome real de Leão XII.
Leão XII foi coroado Papa em 5 de outubro de 1823.
| Duração     | 26 dias                |
| Eleitores   | 53                     |
| ----------- | ---------------------- |
| Presentes   | 49                     |
| Ausentes    | 4                      |
| Veto usado  | Francisco I da Aústria |
| PAPA MORTO  | PIO VII (1800-1823)    |
| PAPA ELEITO | LEÃO XII (1823-1829)   |

## Cardeais Eleitores

### Composição por Consistório
| Conclave                | 1823 |
| ----------------------- | ---- |
| Setembro 1791           | 1    |
| Junho 1795              | 1    |
| Consistórios de Pio VI  | 2    |
| Agosto 1800             | 1    |
| Fevereiro 1801          | 7    |
| Janeiro 1803            | 1    |
| Julho 1803              | 1    |
| Março 1804              | 1    |
| Agosto 1807             | 1    |
| Março 1816              | 18   |
| Setembro 1816           | 1    |
| Julho 1817              | 1    |
| Outubro 1817            | 1    |
| Abril 1818              | 1    |
| Junho 1819              | 1    |
| Setembro 1819           | 2    |
| Dezembro 1822           | 1    |
| Março 1823              | 12   |
| Maio 1823               | 1    |
| Consistórios de Pio VII | 51   |
| Total                   | 53   |

| Criado por          | Cardeais | Por Cento |
| ------------------- | -------- | --------- |
| Papa Pio VI (PVI)   | 02       | 3,77 %    |
| Papa Pio VII (PVII) | 051      | 96,23 %   |
| Total               | 53       | 100 %     |

## Cardeais Eleitores

### Cardeais Bispos
| Nº | Nome                          | Consistório    | Papa |
| -- | ----------------------------- | -------------- | ---- |
| 1  | Giulio Maria della Somaglia   | Junho 1795     | PVI  |
| 2  | Bartolomeo Pacca, Sr.         | Fevereiro 1801 | PVII |
| 3  | Giuseppe Spina                | Julho 1803     | PVII |
| 4  | Pietro Francesco Galleffi     | Julho 1803     | PVII |
| 5  | Tommaso Arezzo                | Março 1816     | PVII |
| 6  | Francesco Saverio Castiglioni | Março 1816     | PVII |

### Cardeais Presbíteros
| Nº | Nome                                    | Consistório    | Papa |
| -- | --------------------------------------- | -------------- | ---- |
| 7  | Giuseppe Firrao                         | Fevereiro 1801 | PVII |
| 8  | Luigi Ruffo Scilla                      | Fevereiro 1801 | PVII |
| 9  | Cesare Brancadoro                       | Fevereiro 1801 | PVII |
| 10 | Carlo Francesco Maria Caselli, O.S.M.   | Fevereiro 1801 | PVII |
| 11 | Joseph Fesch                            | Janeiro 1803   | PVII |
| 12 | Carlo Oppizzoni                         | Março 1804     | PVII |
| 13 | Annibale Sermattei della Genga          | Março 1816     | PVII |
| 14 | Pietro Gravina                          | Março 1816     | PVII |
| 15 | Antonio Gabriele Severoli               | Março 1816     | PVII |
| 16 | Giuseppe Morozzo Della Rocca            | Março 1816     | PVII |
| 17 | Benedetto Naro                          | Março 1816     | PVII |
| 18 | Dionisio Bardaxí y Azara                | Março 1816     | PVII |
| 19 | Antonio Lamberto Rusconi                | Março 1816     | PVII |
| 20 | Emmanuele de Gregorio                   | Março 1816     | PVII |
| 21 | Giorgio Doria Pamfilj Landi             | Março 1816     | PVII |
| 22 | Luigi Ercolani                          | Março 1816     | PVII |
| 23 | Francesco Cesarei Leoni                 | Março 1816     | PVII |
| 24 | Fabrizio Sceberras Testaferrata         | Março 1816     | PVII |
| 25 | Paolo Giuseppe Solaro                   | Setembro 1816  | PVII |
| 26 | Johann Casimir Häffelin                 | Abril 1818     | PVII |
| 27 | Anne-Antoine-Jules de Clermont-Tonnerre | Dezembro 1822  | PVII |
| 28 | Francesco Bertazzoli                    | Março 1823     | PVII |
| 29 | Giovanni Francesco Falzacappa           | Março 1823     | PVII |
| 30 | Antonio Pallotta                        | Março 1823     | PVII |
| 31 | Francesco Serlupi Crescenzi             | Março 1823     | PVII |
| 32 | Carlo Maria Pedicini                    | Março 1823     | PVII |
| 33 | Luigi Pandolfi                          | Março 1823     | PVII |
| 34 | Fabrizio Turriozzi                      | Março 1823     | PVII |
| 35 | Ercole Dandini                          | Março 1823     | PVII |
| 36 | Carlo Odescalchi                        | Março 1823     | PVII |
| 37 | Giacinto Placido Zurla, O.S.B.Cam.      | Março 1823     | PVII |
| 38 | Anne-Louis-Henri de La Fare             | Maio 1823      | PVII |

### Cardeais Diáconos
| Nº | Nome                           | Consistório    | Papa |
| -- | ------------------------------ | -------------- | ---- |
| 39 | Fabrizio Ruffo                 | Setembro 1791  | PVI  |
| 40 | Ercole Consalvi                | Agosto 1800    | PVII |
| 41 | Giuseppe Albani                | Fevereiro 1801 | PVII |
| 42 | Francesco Guidobono Cavalchini | Agosto 1807    | PVII |
| 43 | Giovanni Caccia-Piatti         | Março 1816     | PVII |
| 44 | Stanislao Sanseverino          | Março 1816     | PVII |
| 45 | Pietro Vidoni                  | Março 1816     | PVII |
| 46 | Agostino Rivarola              | Outubro 1817   | PVII |
| 47 | Cesare Guerrieri Gonzaga       | Setembro 1819  | PVII |
| 48 | Antonio Frosini                | Março 1823     | PVII |
| 49 | Tommaso Riario Sforza          | Março 1823     | PVII |

## Ausentes

### Cardeais Presbíteros
| Nº | Nome                                                  | Consistório   | Papa |
| -- | ----------------------------------------------------- | ------------- | ---- |
| 1  | Domenico Spinucci                                     | Março 1816    | PVII |
| 2  | Louis-François de Bausset-Roquefort                   | Julho 1817    | PVII |
| 3  | Rudolf Johannes Joseph Rainer von Habsburg-Lothringen | Junho 1819    | PVII |
| 4  | Carlos da Cunha e Menezes                             | Setembro 1819 | PVII |